# Norsborg

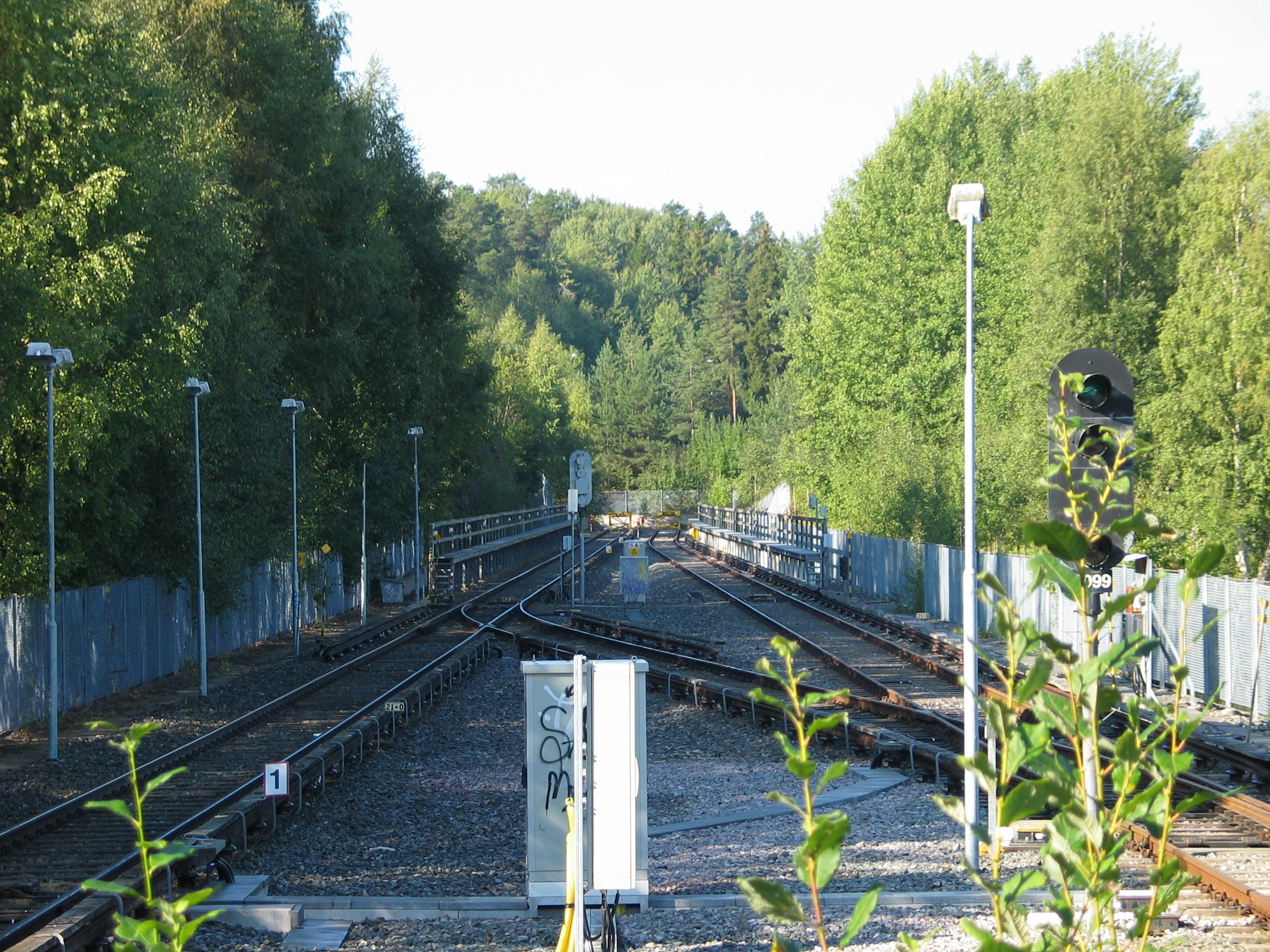
Torowisko

Norsborg – powierzchniowa stacja sztokholmskiego metra, leży w gminie Botkyrka, w dzielnicy Norsborg. Jest stacją początkową czerwonej linii metra T13, następna stacja to Hallunda. Dziennie korzysta z niej około 3 000 osób.
Stacja znajduje się między Hallundavägen i Skarpbrunnavägen. Ma jeden peron i dwa wyjścia zlokalizowane przy Sankt Albans väg 3 oraz Hallundavägen..
Otworzono ją 12 stycznia 1975 jako 78. stację w systemie.

## Sztuka
- Rzeźba w hali biletowej, Eva Moritz i Peter Moritz, 2006[3]

## Czas przejazdu
| Linia | Stacja  | Czas przejazdu | Stacja                                                    | Czas przejazdu                     |
| T13   | Ropsten | 44 min         | Liljeholmen Slussen Gamla stan T-Centralen Östermalmstorg | 26 min 32 min 34 min 36 min 38 min |

## Otoczenie
W najbliższym otoczeniu stacji znajdują się:
- Riksteatern
- Folkets hus
- Klockargården
- Hammerstaskolan
- Karlberg
- Aspberget
- Kärsbyparken
- Kärsby idrottsplats
- Kärsbyskolan